# Larry King

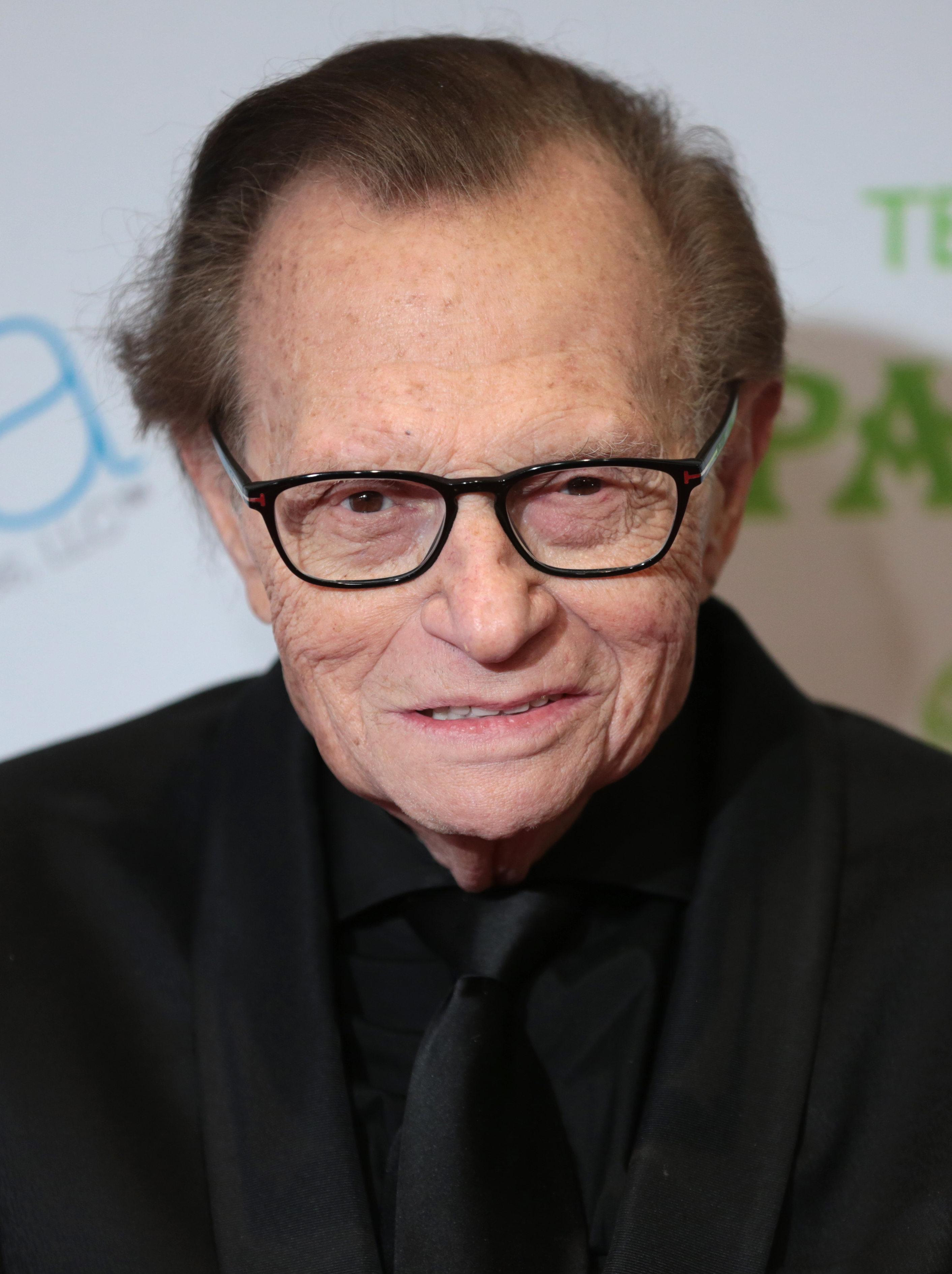
Larry King (2017)

Larry King (* 19. November 1933 als Lawrence Harvey Zeiger in Brooklyn, New York City; † 23. Januar 2021 in Los Angeles, Kalifornien) war ein US-amerikanischer Journalist und Talkmaster. Seine wohl bekannteste Sendung war die Talkshow Larry King Live, mit der er von 1985 bis 2010 beim US-amerikanischen Nachrichtensender CNN beinahe täglich zu sehen war.

## Leben
Larry King wurde als Sohn einer jüdisch-orthodoxen Einwandererfamilie geboren, sein Vater, Aaron, war Österreicher und seine Mutter, Jennie (geb. Gitlitz), stammte ursprünglich aus Weißrussland. Als er neun Jahre alt war, starb sein Vater. Seine Mutter arbeitete dann als Näherin in „Sweatshops“ in New York. Die Familie war auf Sozialhilfe angewiesen. King besuchte nie ein College – nach dem schlechten Abschluss der High School schlug er sich zunächst als Gelegenheitsarbeiter durch. Mit 22 Jahren zog er von Brooklyn nach Florida.
King war achtmal verheiratet und hatte fünf Kinder. 1952 heiratete er eine Schulfreundin, doch die Ehe wurde nur ein Jahr später auf Betreiben der Eltern annulliert. Aus seiner zweiten kurzlebigen Ehe ging 1961 ein Sohn hervor, den King erst getroffen haben soll, als dieser bereits erwachsen war. Noch vor dessen Geburt hatte er die Angestellte eines Playboy-Nachtclubs geheiratet. 1962 adoptierte er deren Sohn, die Scheidung folgte im Jahr darauf. Noch 1963 ging er seine vierte Ehe ein, die ebenfalls nicht lange hielt. 1969 heiratete er seine dritte Frau erneut, die ihm im selben Jahr eine Tochter schenkte. 1972 wurde er auch von der Wiedervermählten geschieden. Am 25. September 1976 gab er einer Mathematik-Lehrerin und Produktionsassistentin das Jawort, 1983 ließen sie sich scheiden. Am 7. Oktober 1989 heiratete er eine Geschäftsfrau, von der er sich im Jahr darauf wieder trennte; 1992 folgte die Scheidung. Nach einer Verlobung mit der Schauspielerin Deanna Lund ging er 1997 seine achte Ehe mit der Sängerin und Schauspielerin Shawn Southwick-King ein, der Mutter seiner beiden jüngsten Söhne. Nachdem er am 14. April 2010 bei einem Gericht in Los Angeles die Scheidung von ihr eingereicht hatte, kam es zur Versöhnung; doch am 20. August 2019 reichte King abermals die Scheidung ein.
Im Jahr 2009 veröffentlichte er seine Biografie mit dem Titel My Remarkable Journey (dt. Mein ungewöhnlicher Lebensweg).
Im Dezember 2020 wurde King, der bereits einen schweren Herzinfarkt und eine fünffache Bypass-Operation hinter sich hatte, wegen einer Infektion mit dem SARS-CoV-2-Virus im Cedars Sinai Medical Center in Los Angeles behandelt. Er verließ die Intensivstation laut Medienberichten am 3. Januar und starb am 23. Januar 2021 im Alter von 87 Jahren an den Folgen einer Blutvergiftung, die durch die vorherige COVID-19-Erkrankung begünstigt wurde.

## Karriere
1957 begann King als DJ beim Radiosender „WAHR“ in Miami Beach zu arbeiten. Da der Name dem Sendeleiter zu schwierig erschien, suchte er nach einem passenderen. Auf dem Tisch lag eine Zeitung mit einer Werbung von „King’s Liquor“. Spontan nannte ihn der Chef Larry King, seitdem benutzte er selbst diesen Namen. Seine Popularität stieg stetig und ab 1960 moderierte King sein erstes Fernsehprogramm für den Sender WLBW (Channel 10) in Miami. Seine wohl bekannteste Interviewsendung Larry King Live lief ab dem 3. Juni 1985 stets zur gleichen Zeit auf CNN, dafür erhielt er sogar einen Eintrag im Guinness-Buch der Rekorde. King pflegte eine sanfte Konversation, indiskrete oder verletzende Fragen finden sich in seinen Interviews nicht.
Am 29. Juni 2010 kündigte er an, die Sendung Larry King Live im Herbst 2010 zu beenden, er wolle jedoch weiterhin für Larry King specials zu wichtigen nationalen und internationalen Themen bei CNN bereitstehen.  Die letzte Sendung wurde am 16. Dezember 2010 ausgestrahlt, unter den Gästen waren – in Live-Schaltung – mehrere ehemalige US-Präsidenten. Seit 2012 war Larry King mit seiner neuen Talkshow Larry King Now, ab Juni 2013 außerdem mit der Sendung Politicking with Larry King auf den Online-Video-Plattformen Hulu und Ora zu sehen. Seit Juni 2013 strahlte der russische Auslandssender Russia Today beide Sendungen zusätzlich über seinen US-amerikanischen TV-Kanal RT America aus.
Typisch für ihn war die Art der Kleidung, die er während seiner Sendungen zu tragen pflegte und die ihm einen hohen Wiedererkennungswert verschaffte: Rahmenbrille, Hemd, Krawatte und Hosenträger.
Auch in vielen amerikanischen Filmen und Serien war er zu sehen, in denen er sich jeweils selbst spielte.

### Prominente Interviewpartner

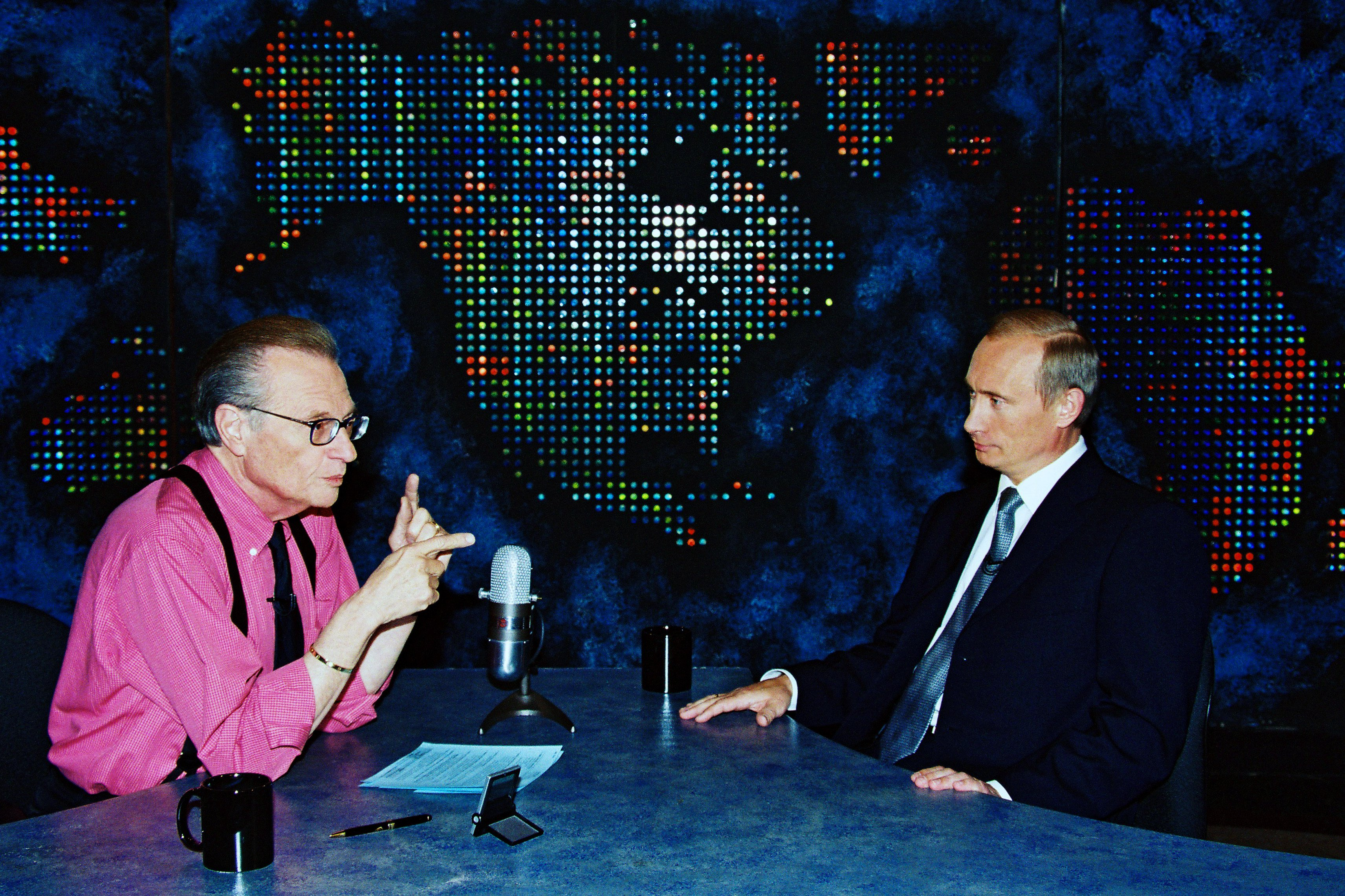
King bei einem Interview mit Wladimir Putin im Jahr 2000

King hat eine Vielzahl von Showgrößen, sonstigen Persönlichkeiten und Politikern interviewt, unter anderem Richard Nixon und alle späteren US-Präsidenten. Nachfolgend ein Auszug aus der umfangreichen Interviewliste:
- Barack Obama
- Tony Blair
- Donald Trump
- Marlon Brando (in dessen Haus; Brando absolvierte das Interview barfüßig)
- George Burns
- George W. Bush zusammen mit First Lady Laura Bush anlässlich seines Geburtstages
- George Clooney
- Ronald Reagan
- Jacque Fresco
- Jimmy Carter
- Brian Wilson
- Johnny Cash
- Mick Jagger
- Eric Clapton
- Dolly Parton
- Jermaine Jackson
- Snoop Dogg
- Enya
- Muammar al-Gaddafi
- Paul McCartney
- Ross Perot zusammen mit Al Gore
- Wladimir Putin
- Jitzchak Rabin (israelischer Premierminister) zusammen mit König Hussein von Jordanien und dem Palästinenserpräsidenten Jassir Arafat
- Frank Sinatra (aufgezeichnet 1988 ohne Anrufe von Zuschauern; eines der seltenen TV-Interviews Sinatras. King war ein großer Bewunderer des Sängers, er moderierte zahlreiche Gedenksendungen und führte Interviews mit Kollegen und Mitarbeitern Sinatras, darunter Don Rickles)
- Anna Nicole Smith
- Michael Jackson
- Mötley Crüe
- Karla Faye Tucker (das Interview mit der Todeskandidatin führte King im Gefängnis)
- Mark David Chapman (Interview von 1992: mit dem Mörder John Lennons[14] über die Ermordung am 8. Dezember 1980 in New York vor dem "The Dakota")
- Mike Tyson (Interview über die Beißattacke an Evander Holyfield)
- Frank Zappa
- Lisa Marie Presley
- Priscilla Presley (unter anderem auch in Graceland)
- Ashton Kutcher
- Lady Gaga
- Mahmud Ahmadineschad
- Margaret Thatcher
- Julian Assange
- Morrissey
- Eckhart Tolle
- Hugh Laurie
- Prince
- Madonna

Im Rahmen des Films Der Diktator interviewte er Sacha Baron Cohen, der die Hauptrolle in dem Film spielte.